# Wyszejszaja liha
Wyszejszaja liha (biał. Вышэйшая ліга) – najwyższa w hierarchii klasa męskich ligowych rozgrywek piłkarskich na Białorusi, będąca jednocześnie najwyższym szczeblem centralnym (I poziom ligowy), utworzona w 1992 roku i od samego początku zarządzana przez Białoruski Związek Piłki Nożnej (BFF). Zmagania w jej ramach toczą się cyklicznie (co sezon) i przeznaczone są dla 16 najlepszych krajowych klubów piłkarskich. Jej triumfator zostaje Mistrzem Białorusi, zaś najsłabsze drużyny są relegowane do Pierszaj lihi (II ligi białoruskiej).

## Historia
Mistrzostwa Białorusi w piłce nożnej rozgrywane są od 1992 roku, po rozpadzie ZSRR. Wcześniej od 1923 rozgrywane mistrzostwa Białoruskiej SRR, a najlepsze kluby kraju uczestniczyły w mistrzostwach ZSRR. Niejednokrotnie zmieniał się format rozgrywek. W 1998 Pierszaja liha została przemianowana na Wyszejszaja liha, rozgrywki której wystartowały po raz pierwszy w sezonie 1998.
W 2008 miał miejsce największy sukces klubowy piłki białoruskiej – BATE Borysów po raz pierwszy awansowało do Ligi Mistrzów.

## System rozgrywek
Obecny format ligi zakładający brak systemu jesień-wiosna obowiązuje od sezonu 1995.
Rozgrywki składają się z 30 kolejek spotkań rozgrywanych pomiędzy drużynami systemem kołowym. Każda para drużyn rozgrywa ze sobą dwa mecze – jeden w roli gospodarza, drugi jako goście. Od sezonu 2016 w lidze występuje 16 zespołów. W przeszłości liczba ta wynosiła od 11 do 17. Drużyna zwycięska za wygrany mecz otrzymuje 3 punkty (do sezonu 1993/94 2 punkty), 1 za remis oraz 0 za porażkę.
Zajęcie pierwszego miejsca po ostatniej kolejce spotkań oznacza zdobycie tytułu Mistrzów Białorusi w piłce nożnej. Mistrz Białorusi kwalifikuje się do eliminacji Ligi Mistrzów UEFA. Druga oraz trzecia drużyna zdobywają możliwość gry w Lidze Europy UEFA. Również zwycięzca Pucharu Białorusi startuje w eliminacjach do Ligi Europy lub, w przypadku, w którym zdobywca krajowego pucharu zajmie pierwsze miejsce – możliwość gry w Lidze Europy otrzymuje również czwarta drużyna klasyfikacji końcowej. Zajęcie 2 ostatnich miejsc wiąże się ze spadkiem drużyn do Pierszaj lihi.
W przypadku zdobycia tej samej liczby punktów, klasyfikacja końcowa ustalana jest na podstawie wyniku dwumeczu pomiędzy drużynami, w następnej kolejności w przypadku remisu – na podstawie różnicy bramek w pojedynku bezpośrednim, następnie na podstawie ogólnego bilansu bramkowego osiągniętego w sezonie, większej liczby bramek zdobytych oraz w ostateczności – w drodze losowania.

## Skład ligi w sezonie 2025
| Uczestnicy poprzedniej edycji | Uczestnicy poprzedniej edycji | Uczestnicy poprzedniej edycji | Uczestnicy poprzedniej edycji |
| --- | ----------------------------- | ----------------------------- | ----------------------------- |
| DMI | Dynama Mińsk                  | Mińsk                         | 1                             |
| GRO | Nioman Grodno                 | Grodno                        | 2                             |
| TRP | Tarpieda-BiełAZ               | Żodzino                       | 3                             |
| DBR | Dynama Brześć                 | Brześć                        | 4                             |
| WTB | FK Witebsk                    | Witebsk                       | 5                             |
| HOM | FK Homel                      | Homel                         | 6                             |
| ISŁ | Isłacz                        | Mińsk                         | 7                             |
| BAT | BATE Borysów                  | Borysów                       | 8                             |
| SŁU | FK Słuck                      | Słuck                         | 9                             |
| ARS | Arsienał Dzierżynsk           | Dzierżyńsk                    | 10                            |
| SLA | Sławija Mozyrz                | Mozyrz                        | 11                            |
| SME | FK Smorgonie                  | Smorgonie                     | 12                            |
| FKM | FK Mińsk                      | Mińsk                         | 13                            |
| po barażach |                               |                               |                               |
| NAN | Naftan Nowopołock             | Nowopołock                    | 14                            |
| Spadek z Wyszejszaj lihi 2024 |                               |                               |                               |
| DMH | Dniapro Mohylew               | Mohylew                       | 15                            |
| SZS | Szachcior Soligorsk           | Soligorsk                     | 16                            |
| Awans z Pierszaj lihi 2024 |                               |                               |                               |
| MOL | Mołodeczno                    | Mołodeczno                    | 1                             |
| MAX | Maxline Witebsk               | Witebsk                       | 2                             |
| Oznaczenia: - kolumna pierwsza – skróty nazw drużyn, - kolumna trzecia – siedziba klubu, - kolumna czwarta – miejsce zajęte w poprzednim sezonie. |                               |                               |                               |

## Statystyka

### Tabela medalowa
Mistrzostwo Białorusi zostało do tej pory zdobyte przez 8 różnych drużyn.
Stan na koniec sezonu 2023. 
| Lp. | Klub                    | Miejsca na podium | Miejsca na podium | Miejsca na podium | Zwycięskie sezony                                             |   |   |                                                                                          |
| --- | ----------------------- | ----------------- | ----------------- | ----------------- | ------------------------------------------------------------- | - | - | ---------------------------------------------------------------------------------------- |
| Lp. | Klub                    | 1.                | BATE Borysów      | 15                | Zwycięskie sezony                                             | 7 | 2 | 1999, 2002, 2006, 2007, 2008, 2009, 2010, 2011, 2012, 2013, 2014, 2015, 2016, 2017, 2018 |
| 2.  | Dynama Mińsk            | 9                 | 9                 | 7                 | 1992, 1992/93, 1993/94, 1994/95, 1995, 1997, 2004, 2023, 2024 |   |   |                                                                                          |
| 3.  | Szachcior Soligorsk     | 3                 | 6                 | 8                 | 2005, 2020, 2021                                              |   |   |                                                                                          |
| 4.  | Sławija Mozyrz          | 2                 | 2                 | 0                 | 1996, 2000                                                    |   |   |                                                                                          |
| 5.  | Biełszyna Bobrujsk      | 1                 | 1                 | 2                 | 2001                                                          |   |   |                                                                                          |
| 5.  | FK Homel                | 1                 | 1                 | 2                 | 2003                                                          |   |   |                                                                                          |
| 7.  | Dniapro Mohylew         | 1                 | 1                 | 1                 | 1998                                                          |   |   |                                                                                          |
| 8.  | Dynama Brześć           | 1                 | 0                 | 1                 | 2019                                                          |   |   |                                                                                          |
| 9.  | Nioman Grodno           | 0                 | 3                 | 0                 |                                                               |   |   |                                                                                          |
| 10. | FK Witebsk              | 0                 | 2                 | 2                 |                                                               |   |   |                                                                                          |
| 11. | Dynama-93 Mińsk         | 0                 | 1                 | 3                 |                                                               |   |   |                                                                                          |
| 12. | Tarpieda-BiełAZ Żodzino | 0                 | 0                 | 3                 |                                                               |   |   |                                                                                          |
| 13. | MTZ-RIPA Mińsk          | 0                 | 0                 | 2                 |                                                               |   |   |                                                                                          |
| 14. | FK Mińsk                | 0                 | 0                 | 1                 |                                                               |   |   |                                                                                          |